# SUNNY CIRCLE
SUNNY CIRCLE（サニー・サークル）は、日本の女性YouTuberアイドルグループ。略称は「サニサー」。Dream ARK所属。2025年2月から活動している。

## 概要
「可愛いアイドル」をコンセプトにした5番目のYouTuberアイドルグループ。グループ名の由来は「太陽のように明るく、この混沌とした世界をYouTuberアイドルとして照らしてほしい」という願いが込められており、メンバー全員が「太陽系でめっちゃいい」と納得。さらに「ギャルサーみたいでいい」との意見もあって、親しみやすい名前になった。

## 経歴

#### 2025年
- 1月5日『YouTuberアイドル新グループ最終オーディション』にて初投稿[3]。
- 2月2日 YouTuberデビュー。本格的に動画投稿するようになる[4]。
- 2月16日 ぽんずが芸名を『あんず』に改める。
- 3月9日『全部かわいい!』のMVをYouTubeにて公開。
- 3月15日 相模女子大学グリーンホールでお披露目ライブを開催。
- 5月3日『オッケー!』のMVをYouTubeにて公開。
- 6月21日 チャンネル登録者数10万人を突破。
- 7月12日『純愛急行あなた行』のMVをYouTubeにて公開。

## メンバー
| 名前     | 生年月日       | 出身地   | ファンネーム   | メンバーカラー | 備考           |
| -------- | -------------- | -------- | -------------- | -------------- | -------------- |
| うと     | 1999年10月24日 | 大阪府   | うと眠         | 紫             |                |
| あむち   | 1998年8月13日  | -        | あむちゅ～どく | 赤             |                |
| しゅがー | 1999年5月14日  | 大阪府   | しゅが教       | 青             |                |
| あんず   | 2000年6月2日   | -        | あんぽん担ズ   | ピンク         | ぽんずから改名 |
| つき     | 2002年12月20日 | 福岡県   | つきるーむ     | 白             |                |
| まお     | 1998年7月2日   | 神奈川県 | まおっちーｽﾞ   | 黄             |                |

## リリース

### シングル
|     | 公開日        | タイトル         | 作詞     | 作曲     |
| --- | ------------- | ---------------- | -------- | -------- |
| 1st | 2025年3月9日  | 全部かわいい!    | うみくん | うみくん |
| 2nd | 2025年5月3日  | オッケー!        | うみくん | うみくん |
| 3rd | 2025年7月12日 | 純愛急行あなた行 | うみくん | うみくん |